# 2. deild 2010
De 2. deild is de op een-na-laagste voetbalcompetitie op de Faeröer. Hierin spelen tien clubs. Skála IF en MB Miðvágur werden hier in vertegenwoordigd met hun eerste elftal. Van de overige acht clubs namen lagere elftallen deel. De twee hoogst geklasseerde clubs promoveren naar de 1. deild. De twee laagste degraderen naar de 3. deild, wat de laagste voetbalcompetitie op de Faeröer is. 

## Stand
| Stand | Stand              | Stand | Stand      | Stand | Stand | Stand |                          |
| #     | Club               | AW    | W - G - V  | Pnt   | DV-DT | DS    |                          |
| ----- | ------------------ | ----- | ---------- | ----- | ----- | ----- | ------------------------ |
| 1     | Skála ÍF           | 18    | 13 - 2 - 3 | 41    | 67-17 | +50   | Promotie naar 1. deild   |
| 2     | FC Hoyvík II       | 18    | 13 - 1 - 4 | 40    | 49-29 | +20   | Promotie naar 1. deild   |
| 3     | 07 Vestur II       | 18    | 11 - 3 - 4 | 36    | 60-31 | +29   |                          |
| 4     | B36 Tórshavn II    | 18    | 10 - 5 - 3 | 35    | 47-18 | +29   |                          |
| 5     | KÍ Klaksvík II     | 18    | 8 - 2 - 8  | 26    | 46-47 | 0-1   |                          |
| 6     | FC Suðuroy II      | 18    | 8 - 1 - 9  | 25    | 38-39 | 0-1   |                          |
| 7     | TB Tvøroyri II     | 18    | 5 - 2 - 11 | 17    | 37-55 | -18   |                          |
| 8     | ÍF Fuglafjørður II | 18    | 4 - 2 - 12 | 14    | 26-64 | -38   |                          |
| 9     | Víkingur Gøta III  | 18    | 2 - 6 - 10 | 12    | 24-55 | -31   | Degradatie naar 3. deild |
| 10    | MB Miðvágur        | 18    | 3 - 2 - 13 | 11    | 22-61 | -39   | Degradatie naar 3. deild |